# Carl Veart
Thomas Carl Veart (ur. 21 maja 1970 w Whyalli) – australijski piłkarz występujący na pozycji napastnika.

## Kariera klubowa
Veart karierę rozpoczynał w 1989 roku w zespole Salisbury United Bears. W tym samym roku został zawodnikiem klubu Adelaide City. W sezonie 1991/1992 zdobył z nim mistrzostwo NSL oraz Puchar NSL. W sezonie 1993/1994 wraz z zespołem po raz drugi wywalczył mistrzostwo NSL. W 1994 roku przeszedł do angielskiego Sheffield United, grającego w Division One.
W trakcie sezonu 1995/1996 Veart przeniósł się do innego zespołu tej ligi, Crystal Palace. W sezonie 1996/1997 awansował z nim do Premier League. W lidze tej zadebiutował 9 sierpnia 1997 w wygranym 2:1 meczu z Evertonem. Pod koniec 1997 roku odszedł do Millwall z Division Two, gdzie grał do końca sezonu 1997/1998.
W 1998 roku wrócił do Adelaide City, noszącego już nazwę Adelaide City Zebras. W kolejnych latach klub ten grał też pod szyldami Adelaide Force oraz Adelaide City Force. Veart występował tam do 2004 roku, a w międzyczasie, w 2001 roku przebywał na wypożyczeniu w Playford City Patriots. W 2003 roku przeszedł do Adelaide United, a w 2007 roku wrócił do Adelaide City, gdzie w 2008 roku zakończył karierę.
W Premier League rozegrał 6 spotkań.

## Kariera reprezentacyjna
W reprezentacji Australii Veart zadebiutował 4 września 1992 w wygranym 2:1 meczu eliminacji Mistrzostw Świata 1994 z Wyspami Salomona, w którym strzelił też gola. W latach 1992–2000 w drużynie narodowej rozegrał 18 spotkań i zdobył 7 bramek.
Był w kadrze na Letnie Igrzyska Olimpijskie 1992, zakończone przez Australię na 4. miejscu.